# Садаклия
Садаклия (на молдовски: Sadaclia) е село, разположено в Бесарабски район, Молдова.

## Население
Населението на селото през 2004 година е 4389 души, от тях:
- 4306 – молдовани (98,10 %)
- 24 – руснаци (0,54 %)
- 23 – румънци (0,52 %)
- 9 – украинци (0,20 %)
- 7 – цигани (0,16 %)
- 5 – българи (0,11 %)
- 4 – гагаузи (0,09 %)
- 1 – евреи (0,02 %)
- 10 – други националности или неопределени (0,22 %)